# Trasformata zeta
In analisi funzionale la trasformata zeta è una trasformata integrale che permette di trasformare una funzione discreta in una funzione più semplice, utilizzata principalmente nella teoria dei segnali.

## Storia
Il concetto di trasformata zeta era già noto a Laplace, ma fu reintrodotto nel 1947 da W. Hurewicz come mezzo utile a risolvere equazioni alle differenze lineari a coefficienti costanti.
Il termine "trasformata zeta" fu coniato successivamente, nel 1952, da Ragazzini e Zadeh, ricercatori della Columbia University. Il nome potrebbe esser derivato dall'idea che la lettera "z" sia somigliante a una lettera "s" campionata/digitalizzata, ove "s" è la lettera spesso usata per indicare la variabile indipendente nella trasformata di Laplace. Un'altra possibile origine è la presenza della lettera "Z" in entrambi i nomi Ragazzini e Zadeh. Questa nomenclatura diverge dall'usanza adottata in ambito scientifico, in cui si associa un metodo o un teorema col nome del principale sviluppatore. La terza probabile origine risiede nel dominio dei segnali discreti, che è solito essere {\displaystyle \mathbb {Z} } o un suo sottoinsieme.

## Definizione

### Trasformata unilatera
Sia {\displaystyle x[n]} una successione di numeri complessi, indicizzata con {\displaystyle n\in \mathbb {N} }. La sua trasformata unilatera è definita come la serie formale di potenze complesse
{\displaystyle X(z)={\mathcal {Z}}\{x[n]\}=\sum _{n=0}^{\infty }x[n]z^{-n},\qquad {\mbox{ per }}z\in \mathbb {C} .}
In teoria dei segnali questa definizione è utilizzata per valutare la trasformata della risposta all'impulso unitario di un sistema causale tempo-discreto. Solitamente, in tale ambito la successione {\displaystyle x[n]} rappresenta il campionamento regolare di un segnale {\displaystyle f:\mathbb {R} \to \mathbb {C} } causale (i.e. {\displaystyle f} è nulla per tempi negativi), in corrispondenza dei tempi della forma {\displaystyle t=n\,\tau }. Il passo di campionamento {\displaystyle \tau >0} è fissato. In altre parole
{\displaystyle x[n]=f(n\,\tau ),\qquad {\mbox{ per ogni }}n\in \mathbb {N} .}

### Regione di convergenza
La regione di convergenza è la parte di piano complesso dove la serie che definisce la trasformata della funzione converge:
{\displaystyle ROC=\left\{z\in \mathbb {C} \,:\,\left|\sum _{n=0}^{\infty }x[n]\,z^{-n}\right|<\infty \right\}}
La serie converge per valori di {\displaystyle z} in modulo maggiori del raggio di convergenza {\displaystyle R}, definito tramite il criterio della radice come:
{\displaystyle R=\limsup _{n\to \infty }{\sqrt[{n}]{|x[n]|}}}
Di applicazione meno generale è il criterio del rapporto, poiché esso richiede che i termini siano diversi da zero a partire da un {\displaystyle n} arbitrario in poi. Nondimeno, spesso è più agevole calcolare il limite tramite tale criterio piuttosto che utilizzando quello della radice. Nel caso entrambi i limiti esistano, essi coincidono. Non bisogna tuttavia prendere il reciproco del limite superiore, in quanto la trasformata zeta unilatera è una serie di potenze con esponente negativo.

### Trasformata bilatera
Talvolta, può essere utile definire la trasformata di una successione {\displaystyle x[n]} indicizzata su {\displaystyle n\in \mathbb {Z} }. In tal caso, la sua trasformata bilatera è definita come la serie formale di potenze
{\displaystyle X(z)={\mathcal {Z}}\{x[n]\}=\sum _{n=-\infty }^{\infty }x[n]z^{-n}}
dove di nuovo {\displaystyle z} è complesso.

## Formula di inversione
L'espressione della trasformata inversa, che può essere ottenuta utilizzando il teorema integrale di Cauchy, è la seguente:
{\displaystyle x[n]={\mathcal {Z}}^{-1}\{X(z)\}={\frac {1}{2\pi j}}\oint _{C}X(z)z^{n-1}dz,\qquad n\in \mathbb {N} .}
dove {\displaystyle C} è un percorso antiorario chiuso che è situato nella regione di convergenza di {\displaystyle X(z)} e circonda l'origine del piano. La formula precedente diventa particolarmente utile quando {\displaystyle X(z)} ammette un'estensione a tutto il piano complesso, tranne al più un numero finito di singolarità isolate {\displaystyle z_{1},\dots ,z_{\ell }}. Infatti, in tal caso si può fare appello al Teorema dei Residui ed ottenere
{\displaystyle x[n]=\sum _{j=1}^{\ell }\mathrm {Res} (X(z)\,z^{n-1},z_{j}),\qquad {\mbox{ per ogni }}n\in \mathbb {N} }
Inoltre, nel caso in cui le singolarità isolate {\displaystyle z_{1},\dots ,z_{\ell }} siano dei poli, il calcolo dei residui nella formula precedente risulta particolarmente agevole, usando la formula
{\displaystyle \mathrm {Res} (X(z)\,z^{n-1},z_{j})={\frac {1}{(m_{j}-1)!}}\,\lim _{z\to z_{j}}{\frac {d^{m_{j}-1}}{dz^{m_{j}-1}}}{\Big (}X(z)\,z^{n-1}(z-z_{j})^{m_{j}}{\Big )}}
ove {\displaystyle m_{j}} è l'ordine del polo {\displaystyle z_{j}}.
Un caso di particolare importanza si presenta quando {\displaystyle C} è la circonferenza unitaria. In tal caso la trasformata zeta inversa assume la forma della trasformata di Fourier discreta inversa:
{\displaystyle x[n]={\frac {1}{2\pi }}\int _{-\pi }^{+\pi }X(e^{j\omega })e^{j\omega n}d\omega .\ }

## Proprietà
|                         | Dominio del tempo                                                                                      | Dominio Z                                                                                               | Dimostrazione | ROC |
| ----------------------- | --- | --- | --- | --- |
| Notazione               | {\displaystyle x[n]={\mathcal {Z}}^{-1}\{X(z)\}}                                                       | {\displaystyle X(z)={\mathcal {Z}}\{x[n]\}}                                                             | | ROC: {\displaystyle r_{2}<\|z\|<r_{1}\ }                                                                         |
| Linearità               | {\displaystyle a_{1}x_{1}[n]+a_{2}x_{2}[n]\ }                                                          | {\displaystyle a_{1}X_{1}(z)+a_{2}X_{2}(z)\ }                                                           | {\displaystyle {\begin{array}{ll}X(z)&=\sum _{n=-\infty }^{\infty }(a_{1}\,x_{1}[n]+a_{2}\,x_{2}[n])\,z^{-n}\\&=a_{1}\sum _{n=-\infty }^{\infty }x_{1}[n]\,z^{-n}\\&+a_{2}\sum _{n=-\infty }^{\infty }x_{2}[n]\,z^{-n}\\&=a_{1}\,X_{1}(z)+a_{2}\,X_{2}(z)\end{array}}} | Almeno la regione di intersezione di ROC1 e ROC2                                                                 |
| Espansione temporale    | {\displaystyle x_{(k)}[n]={\begin{cases}x[r],&n=rk\\0,&n\not =rk\end{cases}}} {\displaystyle r} intero | {\displaystyle X(z^{k})\ }                                                                              | {\displaystyle {\begin{array}{ll}X_{k}(z)&=\sum _{n=-\infty }^{\infty }x_{k}[n]\,z^{-n}\\&=\sum _{r=-\infty }^{\infty }x[r]\,z^{-r\,k}\\&=\sum _{r=-\infty }^{\infty }x[r]\,(z^{k})^{-r}\\&=X(z^{k})\end{array}}} | {\displaystyle r^{1/k}}                                                                                          |
| Traslazione temporale   | {\displaystyle x[n-k]}                                                                                 | {\displaystyle z^{-k}X(z)}                                                                              | {\displaystyle Z\{x[n-k]\}=\sum _{n=0}^{\infty }x[n-k]z^{-n}} Posto {\displaystyle j=n-k} si ha: {\displaystyle \sum _{n=0}^{\infty }x[n-k]z^{-n}=\sum _{j=-k}^{\infty }x[j]z^{-(j+k)}=\sum _{j=-k}^{\infty }x[j]z^{-j}z^{-k}} {\displaystyle =z^{-k}\sum _{j=-k}^{\infty }x[j]z^{-j}} {\displaystyle =z^{-k}\sum _{j=0}^{\infty }x[j]z^{-j}} essendo {\displaystyle x[\beta ]=0} se {\displaystyle \beta <0}. Da cui: {\displaystyle z^{-k}\sum _{j=0}^{\infty }x[j]z^{-j}=z^{-k}X(z)} | ROC, eccetto {\displaystyle z=0\ } se {\displaystyle k>0\,} e {\displaystyle z=\infty } se {\displaystyle k<0\ } |
| Segnali periodici       | {\displaystyle x[n+m]=x[n]}                                                                            | {\displaystyle X(z)={\frac {z^{m}}{z^{m}-1}}\,\sum _{k=0}^{m-1}{\frac {x[k]}{z^{k}}}}                   | | |
| Scalatura nel dominio z | {\displaystyle a^{n}x[n]\ }                                                                            | {\displaystyle X(a^{-1}z)\ }                                                                            | {\displaystyle {\begin{array}{lcl}Z\{a^{n}x[n]\}=&\\\sum _{n=-\infty }^{\infty }a^{n}x(n)z^{-n}&\\=\sum _{n=-\infty }^{\infty }x(n)(a^{-1}z)^{-n}&\\=X(a^{-1}z)&\\\end{array}}} | {\displaystyle \|a\|r_{2}<\|z\|<\|a\|r_{1}\ }                                                                    |
| Inversione temporale    | {\displaystyle x[-n]\ }                                                                                | {\displaystyle X(z^{-1})\ }                                                                             | {\displaystyle {\begin{array}{lcl}{\mathcal {Z}}\{x(-n)\}=&\\\sum _{n=-\infty }^{\infty }x(-n)z^{-n}\ &\\=\sum _{m=-\infty }^{\infty }x(m)z^{m}\ &\\=\sum _{m=-\infty }^{\infty }x(m){(z^{-1})}^{-m}\ &\\=X(z^{-1})&\\\end{array}}} | {\displaystyle {\frac {1}{r_{1}}}<\|z\|<{\frac {1}{r_{2}}}\ }                                                    |
| Coniugazione complessa  | {\displaystyle x^{*}[n]\ }                                                                             | {\displaystyle X^{*}(z^{*})\ }                                                                          | {\displaystyle {\begin{array}{lcl}Z\{x^{*}(n)\}=&\\\sum _{n=-\infty }^{\infty }x^{*}(n)z^{-n}\ &\\=\sum _{n=-\infty }^{\infty }[x(n)(z^{*})^{-n}]^{*}\ &\\=[\sum _{n=-\infty }^{\infty }x(n)(z^{*})^{-n}\ ]^{*}&\\=X^{*}(z^{*})&\\\end{array}}} | ROC |
| Parte reale             | {\displaystyle \operatorname {Re} \{x[n]\}\ }                                                          | {\displaystyle {\frac {1}{2}}\left[X(z)+X^{*}(z^{*})\right]}                                            | | ROC |
| Parte immaginaria       | {\displaystyle \operatorname {Im} \{x[n]\}\ }                                                          | {\displaystyle {\frac {1}{2j}}\left[X(z)-X^{*}(z^{*})\right]}                                           | | ROC |
| Differenziazione        | {\displaystyle nx[n]\ }                                                                                | {\displaystyle -z{\frac {dX(z)}{dz}}}                                                                   | {\displaystyle {\begin{array}{lcl}Z\{nx(n)\}=&\\\sum _{n=-\infty }^{\infty }nx(n)z^{-n}\ &\\=z\sum _{n=-\infty }^{\infty }nx(n)z^{-n-1}\ &\\=-z\sum _{n=-\infty }^{\infty }x(n)(-nz^{-n-1})\ &\\=-z\sum _{n=-\infty }^{\infty }x(n){\frac {d}{dz}}(z^{-n})\ &\\=-z{\frac {dX(z)}{dz}}&\\\end{array}}} | ROC |
| Convoluzione            | {\displaystyle x_{1}[n]*x_{2}[n]\ }                                                                    | {\displaystyle X_{1}(z)X_{2}(z)\ }                                                                      | {\displaystyle {\begin{array}{lcl}{\mathcal {Z}}\{x_{1}(n)*x_{2}(n)\}=&\\{\mathcal {Z}}\{\sum _{l=-\infty }^{\infty }x_{1}(l)x_{2}(n-l)\}\ &\\=\sum _{n=-\infty }^{\infty }[\sum _{l=-\infty }^{\infty }x_{1}(l)x_{2}(n-l)]z^{-n}\ &\\=\sum _{l=-\infty }^{\infty }x_{1}(l)\sum _{n=-\infty }^{\infty }x_{2}(n-l)z^{-n}]\ &\\=[\sum _{l=-\infty }^{\infty }x_{1}(l)z^{-l}][\sum _{n=-\infty }^{\infty }x_{2}(n)z^{-n}]\ &\\=X_{1}(z)X_{2}(z)&\\\end{array}}}                            | Almeno la regione di intersezione di ROC1 e ROC2                                                                 |
| Cross-correlazione      | {\displaystyle r_{x_{1},x_{2}}=x_{1}^{*}[-n]*x_{2}[n]\ }                                               | {\displaystyle R_{x_{1},x_{2}}(z)=X_{1}^{*}(1/z^{*})X_{2}(z)\ }                                         | | Almeno la regione di intersezione di ROC of {\displaystyle X_{1}(1/z^{*})} e {\displaystyle X_{2}(z)}            |
| Prima differenza        | {\displaystyle x[n]-x[n-1]\ }                                                                          | {\displaystyle (1-z^{-1})X(z)\ }                                                                        | | Almeno la regione di intersezione di ROC of X1(z) e {\displaystyle \|z\|>0}                                      |
| Accumulazione           | {\displaystyle \sum _{k=-\infty }^{n}x[k]\ }                                                           | {\displaystyle {\frac {1}{1-z^{-1}}}X(z)}                                                               | {\displaystyle {\begin{array}{lcl}\sum _{n=-\infty }^{\infty }\sum _{k=-\infty }^{n}x[k]\cdot z^{-n}\\=\sum _{n=-\infty }^{\infty }(x[n]+x[n-1]+\\x[n-2]\cdots x[-\infty ])z^{-n}\\=X[z](1+z^{-1}+z^{-2}+z^{-3}\cdots )\\=X[z]\sum _{j=0}^{\infty }z^{-j}\\=X[z]{\frac {1}{1-z^{-1}}}\end{array}}} | |
| Moltiplicazione         | {\displaystyle x_{1}[n]x_{2}[n]\ }                                                                     | {\displaystyle {\frac {1}{j2\pi }}\oint _{C}X_{1}(v)X_{2}({\frac {z}{v}})v^{-1}\mathrm {d} v\ }         | | - |
| Teorema di Parseval     | {\displaystyle \sum _{n=-\infty }^{\infty }x_{1}[n]x_{2}^{*}[n]\ }                                     | {\displaystyle {\frac {1}{j2\pi }}\oint _{C}X_{1}(v)X_{2}^{*}({\frac {1}{v^{*}}})v^{-1}\mathrm {d} v\ } | | |

### Teorema del valore iniziale e del valore finale
Analogamente alla trasformata di Laplace, anche per la trasformata zeta si possono enunciare due teoremi che permettono di conoscere il valore iniziale e il valore finale del campionamento partendo dalla sua trasformata.
Il teorema del valore iniziale afferma che:
{\displaystyle x[0]=\lim _{z\rightarrow \infty }X(z)\ }
se {\displaystyle x[n]} è causale (ovvero nulla per n negativi).
Se la successione {\displaystyle x[n]} ammette limite finito, allora {\displaystyle X(z)} è una funzione analitica all'esterno del disco di raggio {\displaystyle 1} centrato nell'origine e il teorema del valore finale afferma che: 
{\displaystyle x[\infty ]=\lim _{\mathbb {R} \ni z\rightarrow 1^{+}}(z-1)\,X(z)\ }
Il risultato è falso senza l'ipotesi che {\displaystyle x[n]} ammetta limite, come si vede facilmente prendendo la successione {\displaystyle x[n]=(-1)^{n}}, la cui trasformata zeta è data da
{\displaystyle X(z)={\frac {z}{z+1}}}

## Trasformata di alcune funzioni notevoli
Siano:
- {\displaystyle u[n]={\begin{cases}1,&n\geq 0\\0,&n<0\end{cases}}}
- {\displaystyle \delta [n]={\begin{cases}1,&n=0\\0,&n\neq 0\end{cases}}}

| Funzione, {\displaystyle x[n]}                | Trasformata Z, {\displaystyle X(z)}                                                   | ROC                                      |
| --------------------------------------------- | ------------------------------------------------------------------------------------- | ---------------------------------------- |
| {\displaystyle \delta [n]\,}                  | {\displaystyle 1\,}                                                                   | {\displaystyle {\mbox{ogni }}z\,}        |
| {\displaystyle \delta [n-n_{0}]\,}            | {\displaystyle z^{-n_{0}}\,}                                                          | {\displaystyle z\neq 0\,}                |
| {\displaystyle u[n]\,}                        | {\displaystyle {\frac {1}{1-z^{-1}}}}                                                 | {\displaystyle \|z\|>1\,}                |
| {\displaystyle \,e^{-\alpha n}u[n]}           | {\displaystyle 1 \over 1-e^{-\alpha }z^{-1}}                                          | {\displaystyle \|z\|>\|e^{-\alpha }\|\,} |
| {\displaystyle -u[-n-1]\,}                    | {\displaystyle {\frac {1}{1-z^{-1}}}}                                                 | {\displaystyle \|z\|<1\,}                |
| {\displaystyle nu[n]\,}                       | {\displaystyle {\frac {z^{-1}}{(1-z^{-1})^{2}}}}                                      | {\displaystyle \|z\|>1\,}                |
| {\displaystyle -nu[-n-1]\,}                   | {\displaystyle {\frac {z^{-1}}{(1-z^{-1})^{2}}}}                                      | {\displaystyle \|z\|<1\,}                |
| {\displaystyle n^{2}u[n]\,}                   | {\displaystyle {\frac {z^{-1}(1+z^{-1})}{(1-z^{-1})^{3}}}}                            | {\displaystyle \|z\|>1\,}                |
| {\displaystyle -n^{2}u[-n-1]\,}               | {\displaystyle {\frac {z^{-1}(1+z^{-1})}{(1-z^{-1})^{3}}}}                            | {\displaystyle \|z\|<1\,}                |
| {\displaystyle n^{3}u[n]\,}                   | {\displaystyle {\frac {z^{-1}(1+4z^{-1}+z^{-2})}{(1-z^{-1})^{4}}}}                    | {\displaystyle \|z\|>1\,}                |
| {\displaystyle -n^{3}u[-n-1]\,}               | {\displaystyle {\frac {z^{-1}(1+4z^{-1}+z^{-2})}{(1-z^{-1})^{4}}}}                    | {\displaystyle \|z\|<1\,}                |
| {\displaystyle a^{n}u[n]\,}                   | {\displaystyle {\frac {1}{1-az^{-1}}}}                                                | {\displaystyle \|z\|>\|a\|\,}            |
| {\displaystyle -a^{n}u[-n-1]\,}               | {\displaystyle {\frac {1}{1-az^{-1}}}}                                                | {\displaystyle \|z\|<\|a\|\,}            |
| {\displaystyle na^{n}u[n]\,}                  | {\displaystyle {\frac {az^{-1}}{(1-az^{-1})^{2}}}}                                    | {\displaystyle \|z\|>\|a\|\,}            |
| {\displaystyle -na^{n}u[-n-1]\,}              | {\displaystyle {\frac {az^{-1}}{(1-az^{-1})^{2}}}}                                    | {\displaystyle \|z\|<\|a\|\,}            |
| {\displaystyle n^{2}a^{n}u[n]\,}              | {\displaystyle {\frac {az^{-1}(1+az^{-1})}{(1-az^{-1})^{3}}}}                         | {\displaystyle \|z\|>\|a\|\,}            |
| {\displaystyle -n^{2}a^{n}u[-n-1]\,}          | {\displaystyle {\frac {az^{-1}(1+az^{-1})}{(1-az^{-1})^{3}}}}                         | {\displaystyle \|z\|<\|a\|\,}            |
| {\displaystyle \cos(\omega _{0}n)u[n]\,}      | {\displaystyle {\frac {z^{2}-z\cos(\omega _{0})}{z^{2}-2z\cos(\omega _{0})+1}}}       | {\displaystyle \|z\|>1\,}                |
| {\displaystyle \sin(\omega _{0}n)u[n]\,}      | {\displaystyle {\frac {z\sin(\omega _{0})}{z^{2}-2z\cos(\omega _{0})+1}}}             | {\displaystyle \|z\|>1\,}                |
| {\displaystyle a^{n}\cos(\omega _{0}n)u[n]\,} | {\displaystyle {\frac {z^{2}-az\cos(\omega _{0})}{z^{2}-2az\cos(\omega _{0})+a^{2}}}} | {\displaystyle \|z\|>\|a\|\,}            |
| {\displaystyle a^{n}\sin(\omega _{0}n)u[n]\,} | {\displaystyle {\frac {az\sin(\omega _{0})}{z^{2}-2az\cos(\omega _{0})+a^{2}}}}       | {\displaystyle \|z\|>\|a\|\,}            |

## Relazione con la trasformata di Laplace
La trasformata zeta unilatera è la trasformata di Laplace di un segnale campionato in modo ideale con la sostituzione:
{\displaystyle z\ {\stackrel {\mathrm {def} }{=}}\ e^{sT}\ }
dove {\displaystyle T=1/f_{s}\ } è il periodo di campionamento, con {\displaystyle f_{s}} la frequenza di campionamento (misurata in campioni per secondo o in hertz).
Sia:
{\displaystyle \Delta _{T}(t)\ {\stackrel {\mathrm {def} }{=}}\ \sum _{n=0}^{\infty }\delta (t-nT)}
un treno di impulsi e sia:
{\displaystyle {\begin{aligned}x_{q}(t)&{\stackrel {\mathrm {def} }{=}}\ x(t)\Delta _{T}(t)=x(t)\sum _{n=0}^{\infty }\delta (t-nT)\\&=\sum _{n=0}^{\infty }x(nT)\delta (t-nT)=\sum _{n=0}^{\infty }x[n]\delta (t-nT)\end{aligned}}}
la rappresentazione tempo-continua del segnale {\displaystyle x[n]\ {\stackrel {\mathrm {def} }{=}}\ x(nT)} ottenuto campionando {\displaystyle x(t)}. La trasformata di Laplace di {\displaystyle x_{q}(t)} è data da:
{\displaystyle {\begin{aligned}X_{q}(s)&=\int _{0^{-}}^{\infty }x_{q}(t)e^{-st}\,dt\\&=\int _{0^{-}}^{\infty }\sum _{n=0}^{\infty }x[n]\delta (t-nT)e^{-st}\,dt\\&=\sum _{n=0}^{\infty }x[n]\int _{0^{-}}^{\infty }\delta (t-nT)e^{-st}\,dt\\&=\sum _{n=0}^{\infty }x[n]e^{-nsT}\end{aligned}}}
Si tratta della definizione della trasformata zeta unilatera della funzione tempo-discreta {\displaystyle x[n]\ }, ovvero:
{\displaystyle X(z)=\sum _{n=0}^{\infty }x[n]z^{-n}}
con la sostituzione {\displaystyle z\leftarrow e^{sT}}. Confrontando le ultime due relazioni si ottiene quindi la relazione tra la trasformata zeta unilatera e la trasformata di Laplace del segnale campionato:
{\displaystyle X_{q}(s)=X(z){\Big |}_{z=e^{sT}}}

### Relazione tra il piano s e il piano z
Per quanto detto la variabile s può essere riscritta utilizzando la rappresentazione rettangolare come:
{\displaystyle z=e^{sT}=e^{T\sigma }e^{jT\omega }=e^{T\sigma }e^{jT(\omega +{\frac {2k\pi }{T}})}\qquad k\in \mathbb {R} }
L'ultima identità deriva dal fatto che l'esponenziale complesso è una funzione periodica di periodo i2π.
Da questa relazione si possono fare alcune considerazioni importanti
- ogni punto sul piano s la cui parte immaginaria differisce di un multiplo intero della pulsazione di campionamento viene trasformato nello stesso punto sul piano z
- ogni punto sul piano s appartenente al semipiano negativo viene trasformato in un punto interno alla circonferenza di raggio 1 poiché {\displaystyle |z|=e^{T\sigma }}
- ogni punto sul piano s appartenente al semipiano positivo viene trasformato in un punto esterno alla circonferenza di raggio unitario
- ogni punto appartenente all'asse immaginario viene trasformato in un punto sulla circonferenza di raggio unitario

In virtù di queste considerazioni ha senso definire anche una striscia primaria e più strisce complementari nel piano s. La striscia primaria comprende tutti i numeri complessi con parte immaginaria compresa tra {\displaystyle \pm j\omega _{s}/2}, le strisce complementari si ottengono, a partire da quella primaria, per traslazione verticale di un multiplo intero della pulsazione di campionamento. Per quanto detto è possibile far corrispondere ogni punto del piano z con un punto della striscia primaria.
Al pari di quanto avviene nel piano s è possibile, anche nel piano z, tracciare dei luoghi a {\displaystyle \delta } e {\displaystyle \omega } costante.

### Campionamento
Si consideri un segnale tempo-continuo {\displaystyle x(t)}, la cui trasformata è:
{\displaystyle L\{x(t)\}\equiv X(s)\equiv \int _{0}^{\infty }{x(t)e^{-st}dt}}
Se {\displaystyle x(t)} è campionato uniformemente con un treno di impulsi in modo da ottenere un segnale discreto {\displaystyle x^{*}[k]=x(kT)} (supponendo il processo ideale), allora può essere rappresentato come:
{\displaystyle x^{*}[k]=x(kT)=\sum _{k=0}^{\infty }{x(t)\delta (t-kT)}}
dove {\displaystyle T} è l'intervallo di campionamento. In tale contesto la trasformata di Laplace è data da:
{\displaystyle {\begin{array}{l l l l l l}L\{x(kT)\}&=&X^{*}(s)&=&\int _{0}^{\infty }{\sum _{k=0}^{\infty }{x(t).\delta (t-kT)}e^{-st}dt}\\&=&\sum _{k=0}^{\infty }{x^{*}(k).z^{-k}},z=e^{sT}\\\left.L\{x(kT)\}\right|_{s={\frac {\ln {(z)}}{T}}}&=&\left.X^{*}(s)\right|_{s={\frac {\ln {(z)}}{T}}}&=&Z\{x^{*}(k)\}\end{array}}}

## Trasformata di Fourier a tempo discreto
La trasformata di Fourier a tempo discreto è un caso particolare della trasformata zeta:
{\displaystyle X(z)=\sum _{n=-\infty }^{\infty }x[n]\,z^{-n}}
che si ottiene ponendo {\displaystyle z=e^{i\omega }\,}. Dal momento che {\displaystyle |e^{i\omega }|=1\,}, la trasformata di Fourier a tempo discreto è la valutazione della trasformata zeta sul cerchio unitario nel piano complesso.

## Modello autoregressivo a media mobile
Un sistema basato sul modello autoregressivo a media mobile è rappresentato dall'equazione:
{\displaystyle \sum _{p=0}^{N}y[n-p]\alpha _{p}=\sum _{q=0}^{M}x[n-q]\beta _{q}\ }
dove entrambi i membri possono essere divisi per {\displaystyle \alpha _{0}\ }, se è diversa da zero, normalizzando {\displaystyle \alpha _{0}=1\ }. In questo modo l'equazione assume la forma:
{\displaystyle y[n]=\sum _{q=0}^{M}x[n-q]\beta _{q}-\sum _{p=1}^{N}y[n-p]\alpha _{p}}
Tale scrittura consente di visualizzare il fatto che l'uscita al tempo attuale {\displaystyle y[{n}]} è funzione del valore dell'uscita {\displaystyle y[{n-p}]} a un tempo precedente, dell'ingresso attuale {\displaystyle x[{n}]} e dei precedenti valori {\displaystyle x[{n-q}]\ }. Considerando la trasformata zeta della precedente equazione, dalle proprietà di linearità e traslazione temporale si ha:
{\displaystyle Y(z)\sum _{p=0}^{N}z^{-p}\alpha _{p}=X(z)\sum _{q=0}^{M}z^{-q}\beta _{q}\ }
che può essere scritta in modo da evidenziare la funzione di trasferimento:
{\displaystyle H(z)={\frac {Y(z)}{X(z)}}={\frac {\sum _{q=0}^{M}z^{-q}\beta _{q}}{\sum _{p=0}^{N}z^{-p}\alpha _{p}}}={\frac {\beta _{0}+z^{-1}\beta _{1}+z^{-2}\beta _{2}+\cdots +z^{-M}\beta _{M}}{\alpha _{0}+z^{-1}\alpha _{1}+z^{-2}\alpha _{2}+\cdots +z^{-N}\alpha _{N}}}}
Dal teorema fondamentale dell'algebra il numeratore ha M radici, corrispondenti agli zeri di {\displaystyle H}, e il denominatore ha N radici, corrispondenti ai poli di {\displaystyle H}. Riscrivendo la funzione di trasferimento in modo da evidenziare questo fatto si ha:
{\displaystyle H(z)={\frac {(1-q_{1}z^{-1})(1-q_{2}z^{-1})\cdots (1-q_{M}z^{-1})}{(1-p_{1}z^{-1})(1-p_{2}z^{-1})\cdots (1-p_{N}z^{-1})}}\ }
dove {\displaystyle q_{k}\ } è il k-esimo zero e {\displaystyle p_{k}\ } il k-esimo polo. Se il sistema descritto da {\displaystyle H(z)\ } è pilotato dal segnale {\displaystyle X(z)\ } allora l'uscita è data da {\displaystyle Y(z)=H(z)X(z)}.